# Parti des comtés thaïs
Le Parti des Comtés thaïs (officiellement en anglais : The Party of Thai Counties, abrégé PTC ; thaï : พรรคท้องที่ไทย) est un parti politique thaïlandais fondé en 2022.

## Historique
Le parti est créé lors d'une réunion le 17 mars 2021. Il est officiellement enregistré auprès du Bureau de la Commission électorale (th) le 28 février 2022 avec, comme premier chef du parti, Veera Meethong. En février 2023, le parti modifie son comité exécutif en nommant Bancha Dejcharoensirikul.
Le parti remporte un seul siège lors des élections législatives de 2023, celui du chef du parti.

## Résultats électoraux
| Année | Voix  | Voix    | %    | %    | Sièges  | Statut               | Gouvernement |
| Année | SM    | SP      | SM   | SP   | Sièges  | Statut               | Gouvernement |
| ----- | ----- | ------- | ---- | ---- | ------- | -------------------- | ------------ |
| 2023  | 1 202 | 201 411 | 0,00 | 0,54 | 1 / 500 | Minorité (coalition) | Thavisin     |